# Rayleigh (unité)
Pour les articles homonymes, voir Rayleigh.
Le rayleigh est une unité d'intensité lumineuse de l'ancien système CGS, de symbole R ; il correspond à la brillance d'une source émettant dans toutes les directions un million de photons lumineux par seconde par centimètre carré.
Ainsi, 1 R = 795 774 716 photons/(m2 .s.sr).

## Histoire
Le nom de rayleigh lui est attribué en 1956, en hommage au physicien britannique John William Strutt Rayleigh. Cette unité est utilisée en astronomie et en physique pour mesurer la brillance, plus particulièrement dans le cas d'une source monochromatique.